# Albanské jezero
Albanské jezero (italsky Lago Albano, také Lago di Castelgandolfo) se nachází v Albanských horách v centrální italské oblasti Latium, jihovýchodně od Říma. Je to složitě vytvořený maar, který vznikl v kaldeře starého vulkánu. Často je mylně označováno jako kráter sopečného komplexu Vulcano Laziale.

## Popis a vznik
S obvodem asi 10 km má rozlohu 6 km². Je hluboké až 170 m. Hladina vody v jezeře je regulována starodávným odvodňovacím tunelem, který byl údajně postaven v roce 398 před Kristem (podle věštírny v Delfách). Od sousedního jezera Nemi ho odděluje hora Monte Cavo.
Takzvaná Artemisio-Tuscolana-Caldera, ve které se později formovalo jezero Albano, vznikla během období erupce se 6 velkými explozivními erupcemi před 560 000 a 350 000 lety. Objem vyvržených sopečných materiálů činil nejméně 280 kubických kilometrů. V sopečném kráteru se později v důsledku freatomagmatických erupcí vytvořily nové vulkanické objekty a explosivní krátery (maary) a asi před 69 000 lety tak výbuchem maaru vzniklo dnešní jezero Albano.
Historické zprávy o erupcích v římských dobách jsou nejisté, ale seismické roje s dobou trvání až 2 roky byly potvrzeny. Poslední významné (k lednu 2017) nastaly v letech 1989 a 1990.
Od poloviny 90. let 20. století hladina jezera významně poklesla. Důvodem je velké množství vody využívané okolními komunitami a papežskými zahradami.
Jezero je pojmenováno podle města Albano Laziale, ale jezero samotné patří do katastru obce Castel Gandolfo.

## Galerie

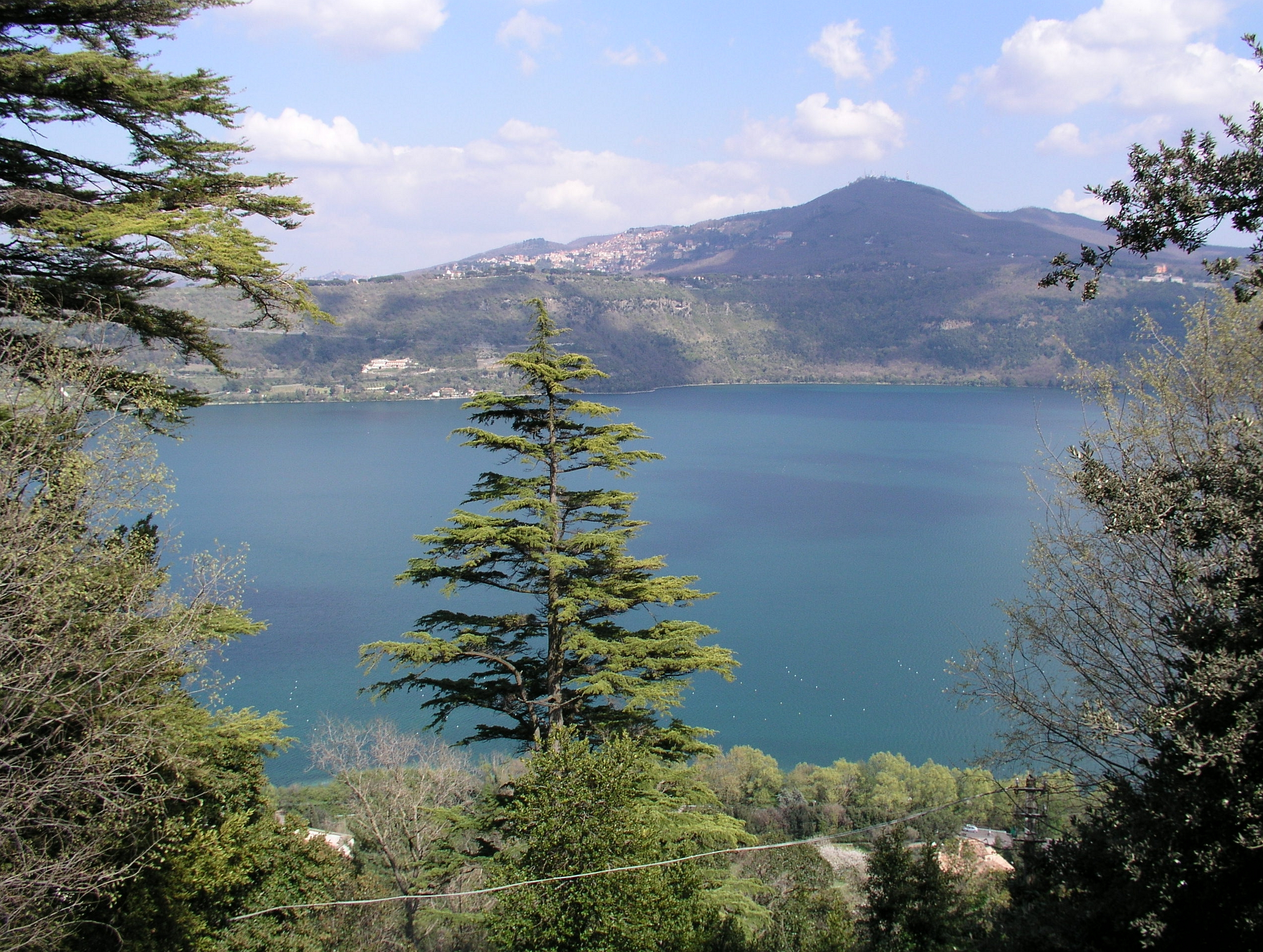
Pohled z Castel Gandolfo na Albanské jezero. V pozadí hora Monte Cavo
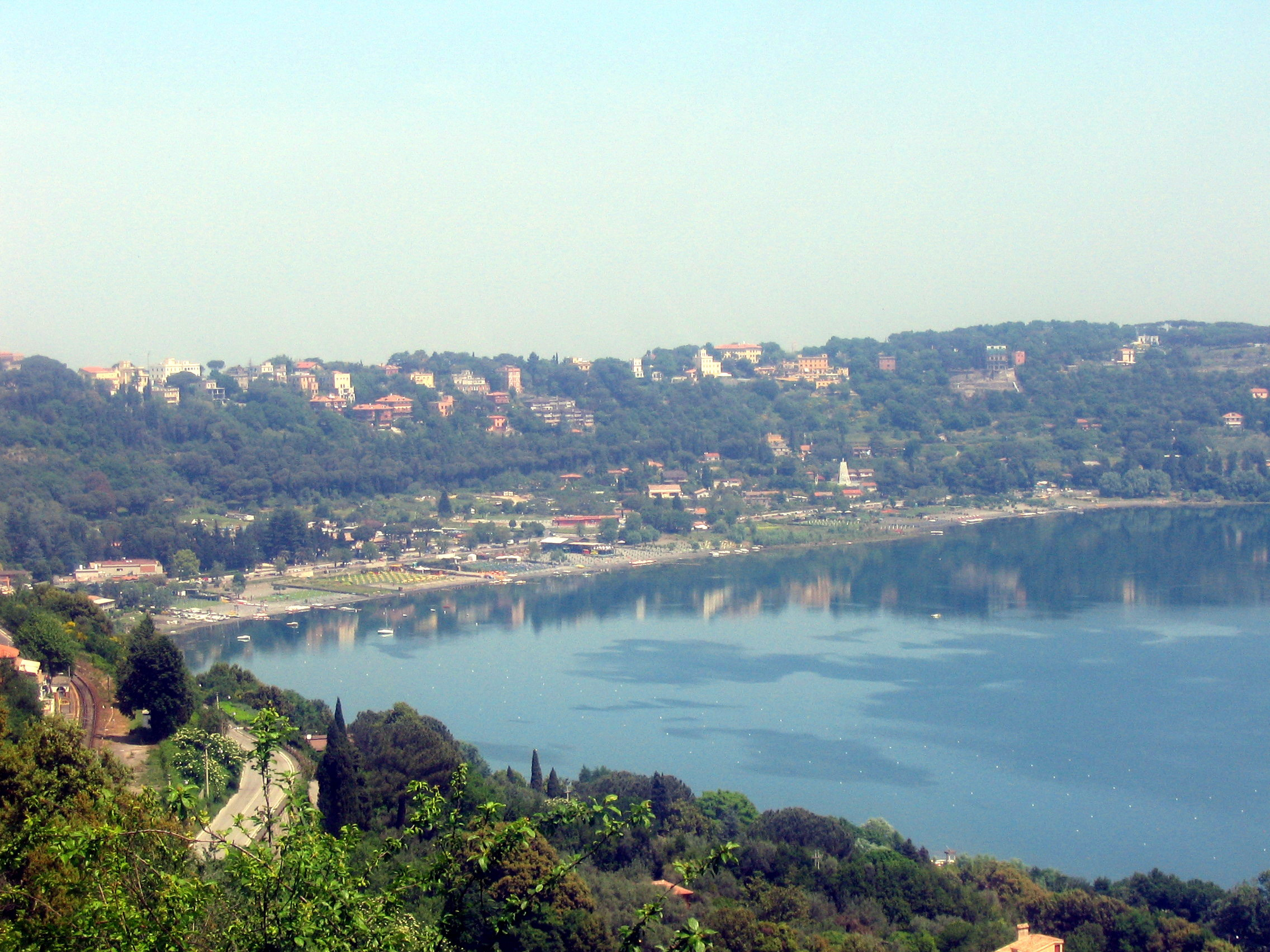
Castel Gandolfo
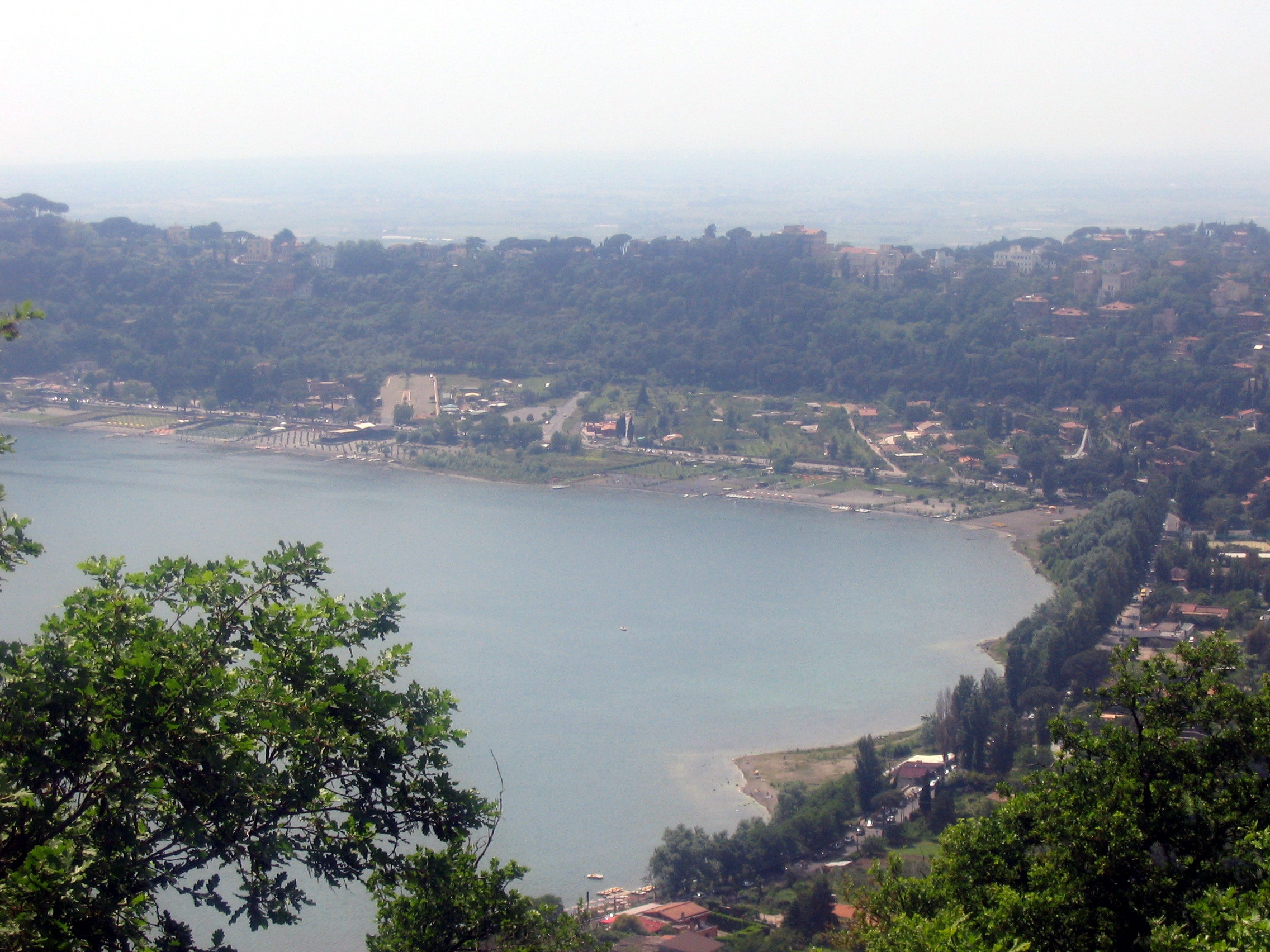
Castel Gandolfo